# Mesothen roseifemur
Mesothen roseifemur là một loài bướm đêm thuộc phân họ Arctiinae, họ Erebidae.